# Seewiesen (Dresden/Radebeul)

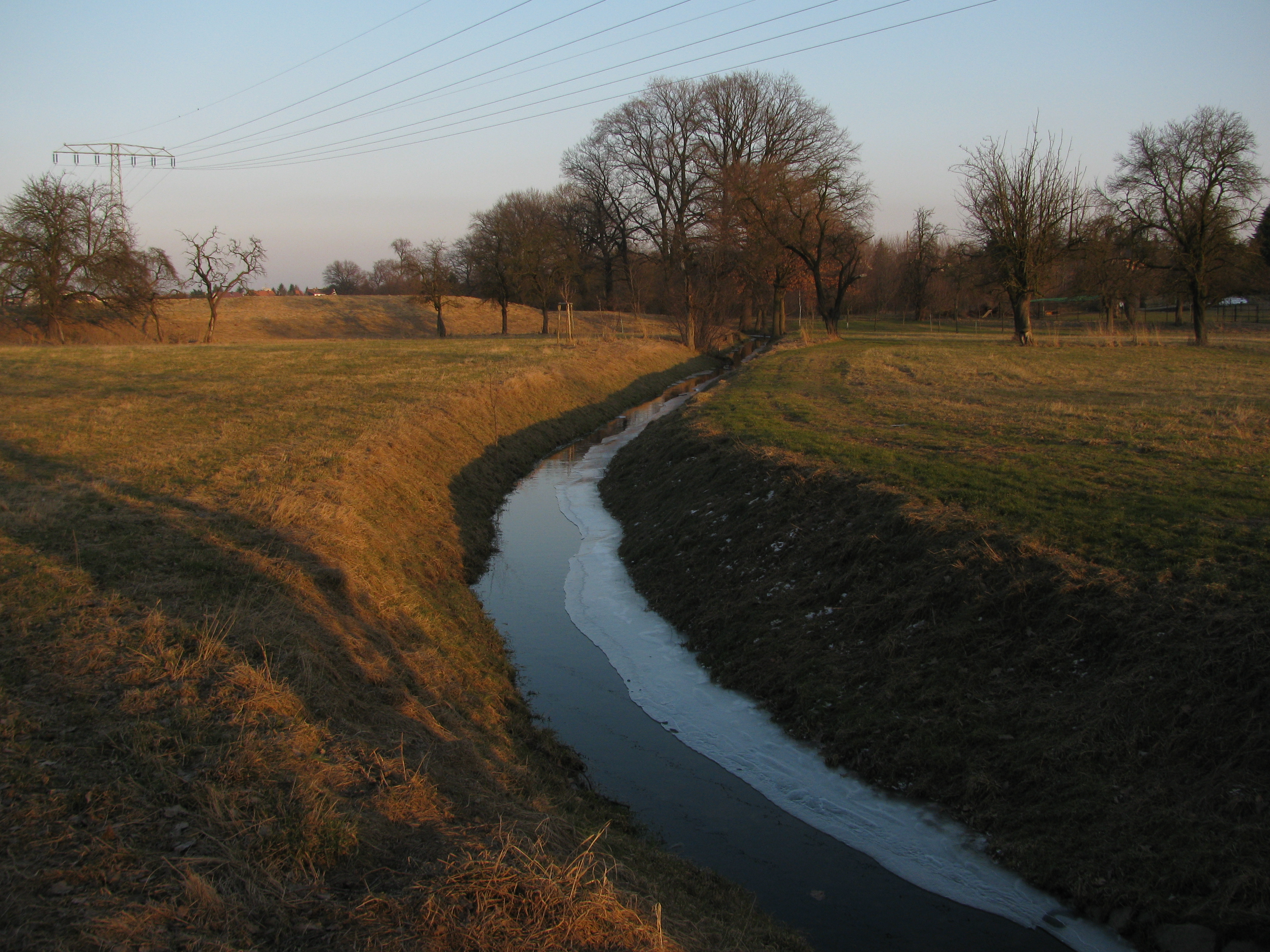
Seegraben in den Seewiesen

Die Seewiesen an der Stadtgrenze zwischen Dresden und Radebeul sind Teil eines alten Elbarms. Sie bilden eine langgestreckte, flache und weitgehend unbebaute Senke, in deren Mitte ein historischer Entwässerungsgraben verläuft, der Seegraben. In jüngster Zeit wurde er wieder freigelegt und erhielt unter der Kötzschenbrod(a)er Straße eine neue, hochwasserfeste Durchführung.

## Lage

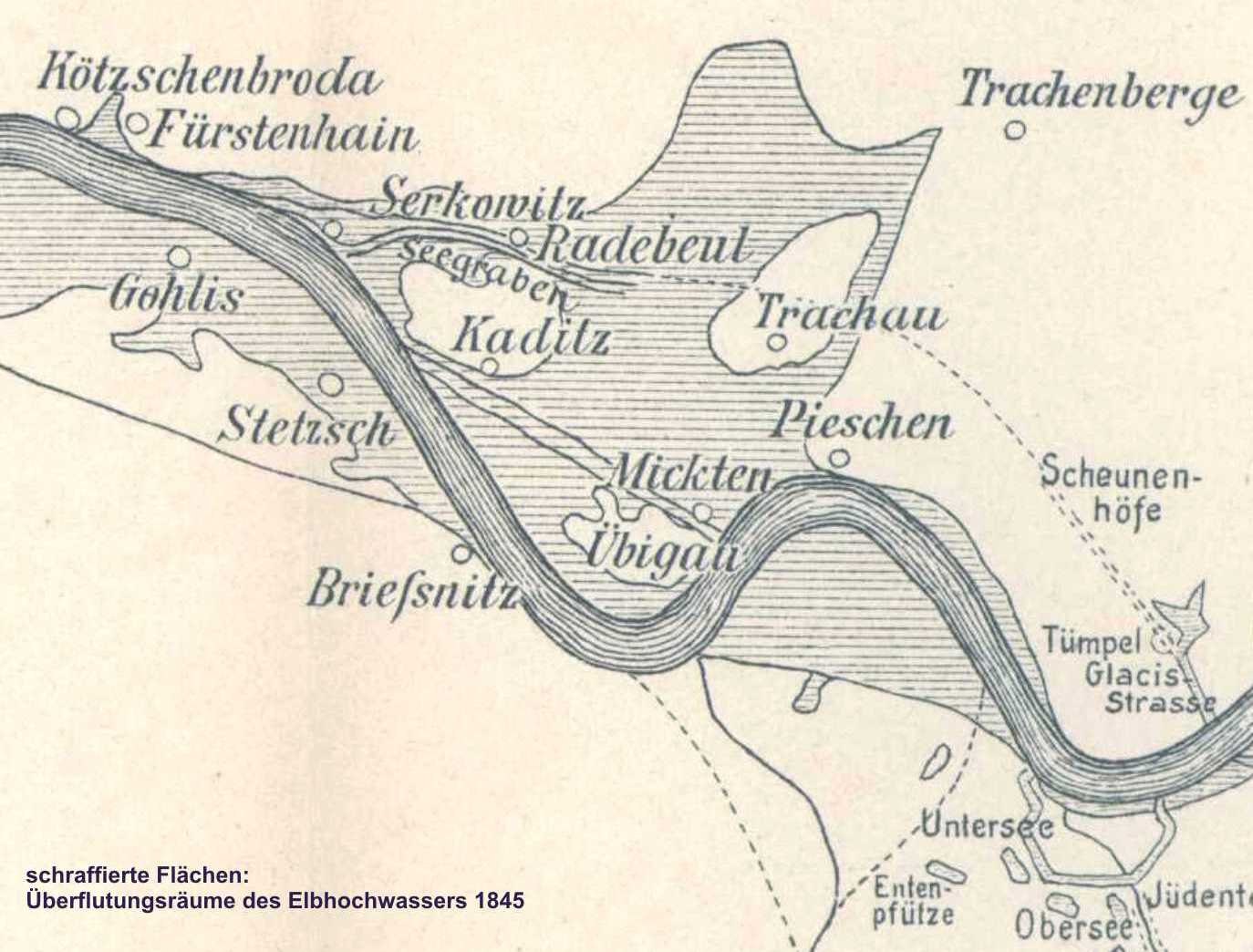
Verlauf der Elbe und des Seegrabens bei Radebeul und Kaditz

Die Seewiesen liegen rechtselbisch in einer etwa 2,5 Kilometer langen, durchschnittlich 150 Meter breiten und etwa zwei Meter tiefen Rinne entlang der Grenze zwischen der sächsischen Landeshauptstadt Dresden und der Großen Kreisstadt Radebeul. Das südöstliche Ende der Senke befand sich ursprünglich am heutigen Standort des Ikea-Möbelhauses im Norden des Elbeparks. In diesem Bereich ist sie durch die Überbauung nicht mehr wahrnehmbar. Die Rinne beginnt heute wenige Hundert Meter weiter nordwestlich unterhalb der Autobahn-Anschlussstelle Dresden-Neustadt an der A 4. Von dort zieht sie sich zunächst etwa 1,5 Kilometer weit nach Nordwesten. Der in ihrer Mitte verlaufende Seegraben markiert abschnittsweise die Flurgrenze zwischen dem nordwestlichen Dresdner Stadtteil Kaditz und dem Radebeuler Ursprungsstadtteil Alt-Radebeul. Mit der Eingemeindung von Kaditz zum 1. Januar 1903 wurde sie zur Dresdner Stadtaußengrenze und bildet damit heute deren am längsten bestehenden Abschnitt. Etwa ab Höhe des Heimkehrersteins und des Rundlings Am Kreis verläuft die Rinne dann noch einen Kilometer weiter nach Westen. Dort markiert sie die Flurgrenze zwischen Serkowitz und Kaditz. Unmittelbar südlich des Ortskerns Altserkowitz treffen die Seewiesen auf die Elbwiesen und die Elbe. Der Seegraben mündet nahe Altserkowitz in den kanalisierten Teil des Lößnitzbachs kurz vor dessen Mündung in die Elbe.
Mit der Senke in Zusammenhang stehen die Namen der 1937 angelegten Kaditzer Straßen Am Seegraben und Seewiesenweg sowie des 1918 gegründeten Kleingartenvereins Seewiesen e. V., dessen 107 Parzellen östlich der Autobahn und nördlich des Elbeparks liegen. Westlich der Autobahn befinden sich in den Seewiesen außerdem die Gärten der Kleingartenvereine Alte Elbe Fürstenhainer Straße e. V., Seewiesen Kaditz e. V. und An den Seewiesen e. V.
Der untere, westliche Teil der Seewiesen ist Teil des 5387 Hektar großen Landschaftsschutzgebietes Elbtal zwischen Dresden und Meißen mit linkselbischen Tälern und Spaargebirge (d 83).

## Geologie
Die Seewiesen sind eine Wasser führende Zone und bilden ähnlich dem Seegraben im mittleren und südöstlichen Dresdner Stadtgebiet einen Teil der kaum mäandrierenden Altwasserrinnen der Elbe. Aulehm, Torf und Schluffablagerungen bedecken ihren Boden. Die Torf enthaltenden Schichten können hier eine Mächtigkeit von über fünf Metern erreichen und sind an ihrer südlichen Flanke von Sanden überdeckt, denen wiederum Aulehm auflagert. In etwa sieben Metern Tiefe liegen Schichten des späten Subatlantikums. Die Rinne durchschneidet ältere Elbkiese aus der Zeit des Weichsel-Frühglazials und Weichsel-Hochglazials.
Im oberen Abschnitt flankieren Sandböden der Jungen Heide und des ehemaligen Kaditzer Tännichts, eines nicht mehr bestehenden Waldgebiets, die Seewiesen. In ihrem unteren Bereich zwischen Serkowitz und Kaditz grenzen die Aulehmböden der Seewiesen an Tallehm der Niederterrasse des Elblaufes und dessen Talsande an.

## Geschichte

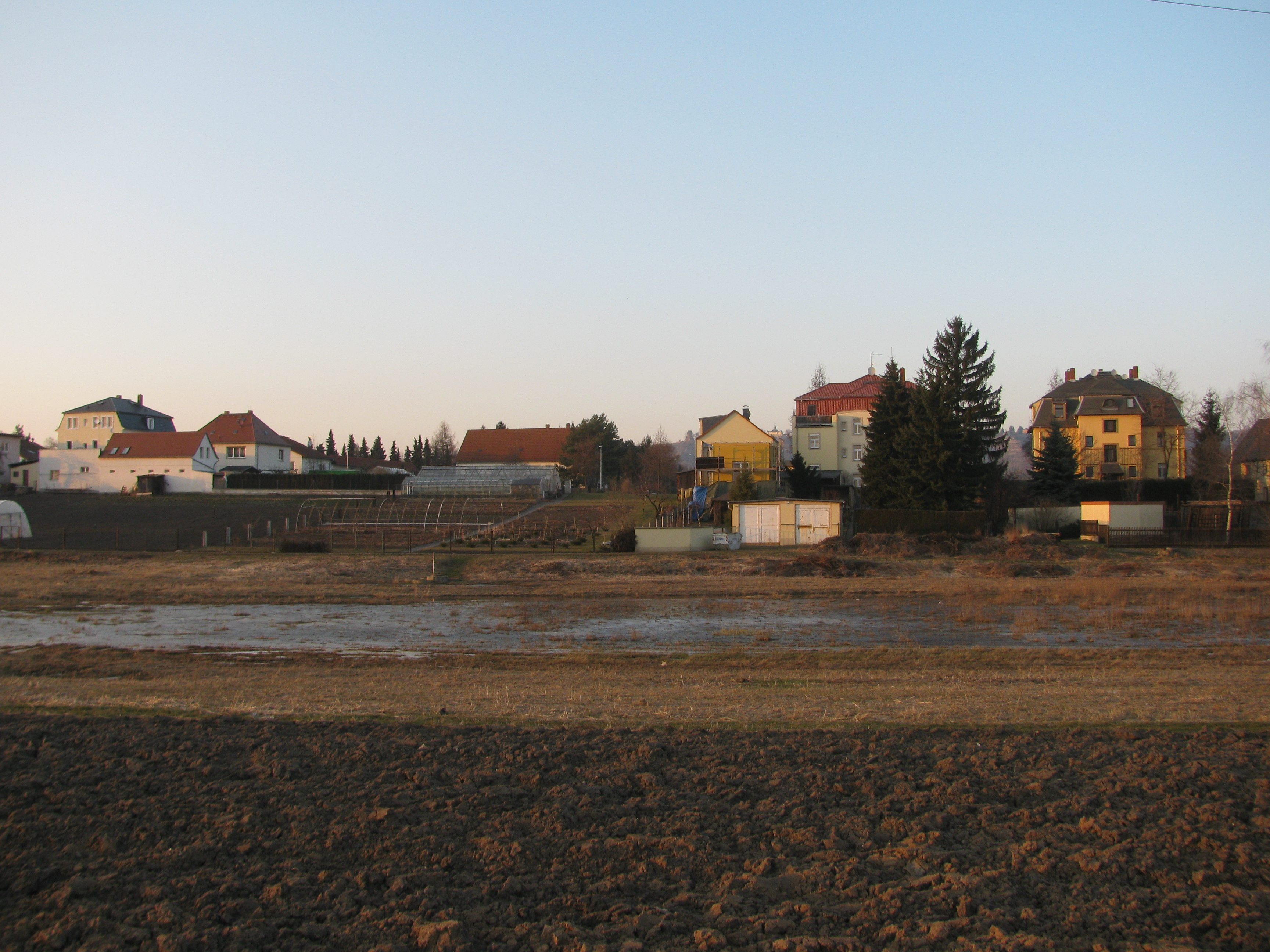
Staunasse Fläche – typisch für die Seewiesen, die daher ihren Namen haben

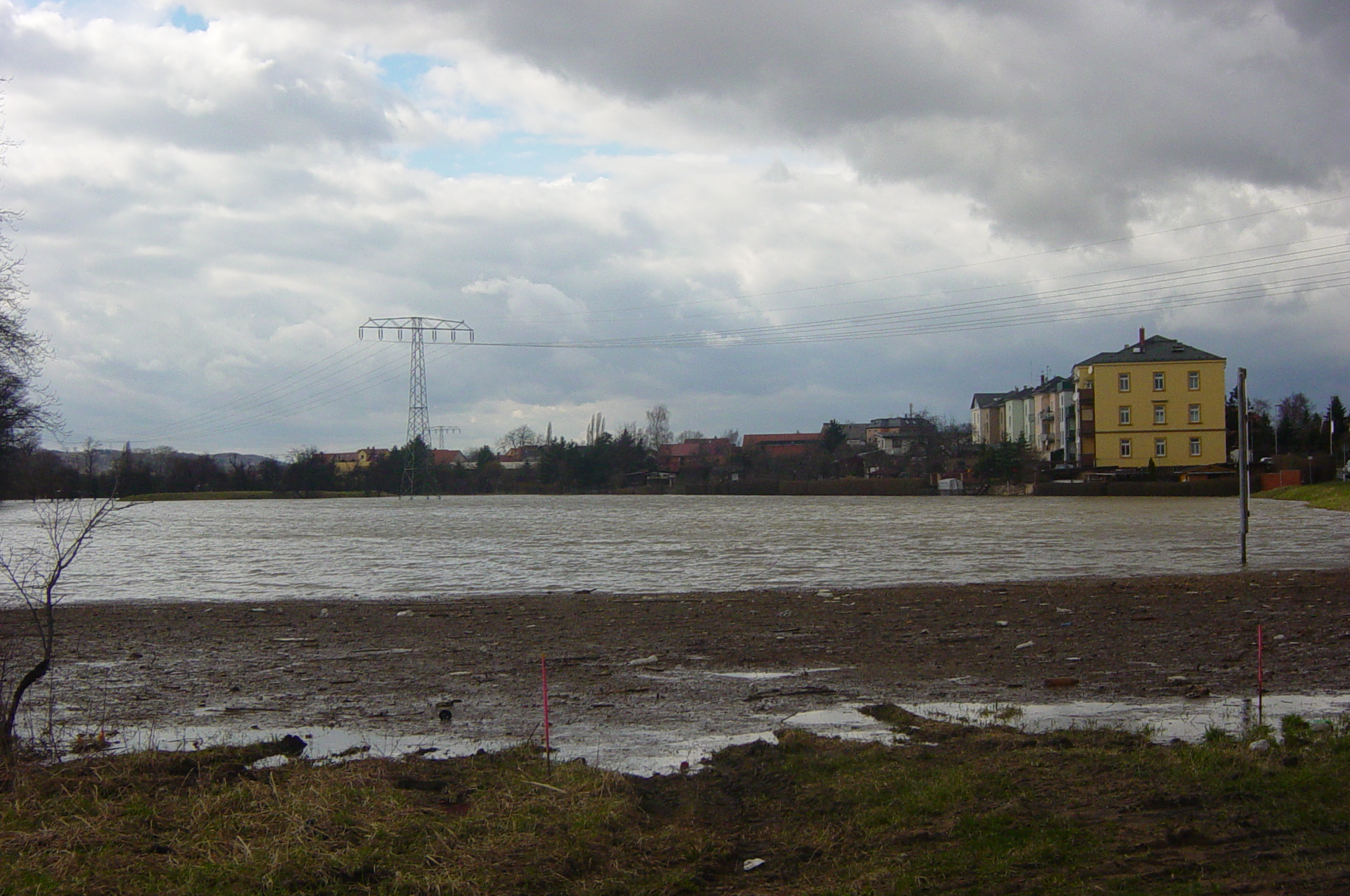
Seewiesen beim Elbhochwasser 2006, im Hintergrund Altserkowitz

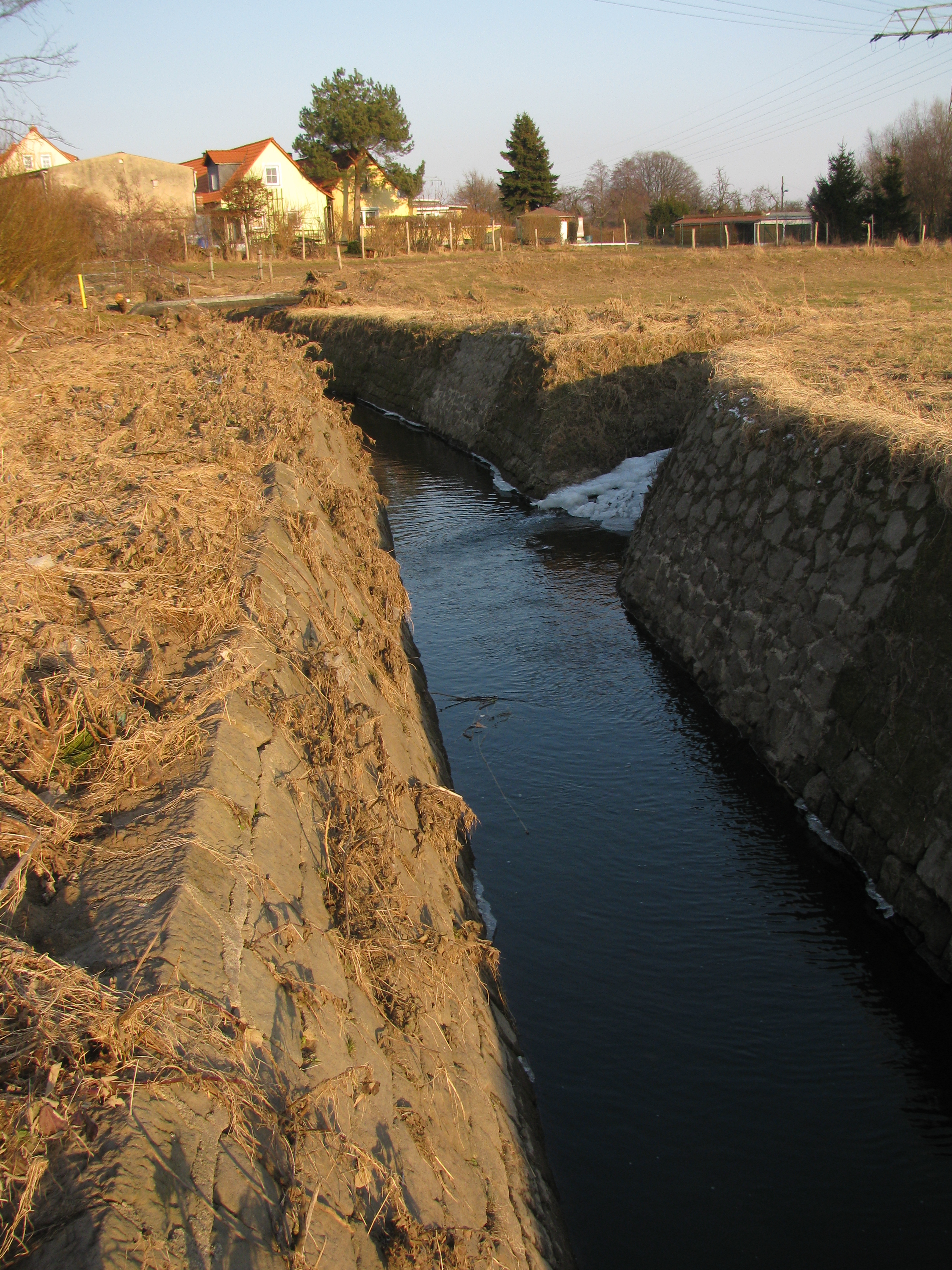
Einmündung des Seegrabens (rechts) in den Lößnitzbach

Die Seewiesen, die 1627 auf einem Riss von Balthasar Zimmermann Radebeuler Wiesen im See genannt werden, waren als tiefliegendes Überschwemmungsgebiet häufig von Hochwasserereignissen der Elbe betroffen. Beim Elbhochwasser 1845 (Über diese „merkwürdigsten Wasser“ existieren im Stadtarchiv Radebeul Aufzeichnungen im fünfbändigen Tagebuch des Winzers, Bergvoigts der Hoflößnitz und Ortschronisten Johann Gottlob Mehlig [1809–1870]) sowie 1890 war die Senke letztmals ein Fließgewässer, als sie auf natürliche Weise die überfluteten Fluren um Trachau entwässerte. Nach den Flutereignissen blieben in den Seewiesen an vielen Stellen oftmals noch jahrelang kleine Tümpel und Teiche zurück, denen sie ihren Namen verdanken. Bereits im Mittelalter wurde zur Entwässerung der feuchten Niederung ein Wassergraben angelegt. Seither konnten die Seewiesen als Weideland genutzt werden. Der Graben wurde 1566 als Seehe Graben und 1598 als Sehegraben erwähnt, 1610 hieß er in Höhe von Alt-Radebeul (Rundling Am Kreis) auch Radebeulische Sehe, woraus auch Radebeuler See wurde, weil nur da bei Trockenheit ein wassergefüllter Tümpel zurückblieb. Dort, östlich des Kreis genannten Dorfkerns, mündete in den 1770er Jahren der aus den Weinbergen kommende Tautzschenbach in den Seegraben. In den Jahren 1773 und erneut 1814 erhielten die Gemeinden Kaditz, Radebeul und Serkowitz den Befehl, den Seegraben zweimal jährlich zu beräumen und damit funktionstüchtig zu halten. Noch bis etwa 1950 bestand für die Anwohner diese Pflicht.
Nach dem Elbhochwasser 1784 entschied man sich, entlang der Elbe auch im Bereich Serkowitz umfangreiche Regulierungsmaßnahmen durchzuführen (vgl. Weiberstein). Diese Arbeiten dauerten bis 1789 an und hatten unter anderem die Verlegung der Mündung des Seegrabens in den Lößnitzbach zur Folge. Ursprünglich mündete der Graben etwas weiter südlich direkt in die Elbe. Im Verlauf der Kötzschenbrod(a)er Straße entstand 1772 eine massive Brücke über den Seegraben, bei deren Bau die Bauern umliegender Dörfer Frondienste zu leisten hatten. Sie wurde 1799 durch ein erneutes Hochwasser zerstört und danach wieder aufgebaut. Eine weitere Brücke wurde 1885 im Zuge der Serkowitzer Straße in Kaditz als Verbindung nach Altserkowitz gebaut.
Der Seegraben galt als fischreiches Gewässer und war bis um 1910 noch vollständig mit Wasser gefüllt, danach nur noch bei Hochwasser. Zum Hochwasserschutz in Dresden gab es zu Beginn des 20. Jahrhunderts Pläne, die Seewiesen zu einer Flutrinne auszubauen. Die Pläne scheiterten am Widerstand Radebeuls und wurden um 1920 mit dem Bau der („südlichen“) Kaditzer Flutrinne etwa 1,5 Kilometer weiter südlich hinfällig. Damit hatten die Seewiesen ihre Hochwasserschutzfunktion verloren. Die intensive Bewirtschaftung der umliegenden Felder durch die LPG Frühgemüsezentrum „Wilhelm Wolff“ Dresden-Kaditz sowie die durch den Bau der heutigen A 4 in den 1930er Jahren veränderten Zuflussverhältnisse hatten außerdem einen deutlichen Rückgang des Grundwasserspiegels zur Folge, weshalb der Seegraben völlig trocken fiel und Mitte der 1960er Jahre schließlich im oberen Teil mit Bauschutt und Hausmüll zugeschüttet und eingeebnet wurde. Hier legten Radebeuler und Kaditzer Anwohner Kleingartenparzellen an. Der untere Teil des Seegrabens wurde in der Folgezeit vernachlässigt und verstopfte. Nachdem beim Elbhochwasser 2002 die Seewiesen durch Rückstau nahezu komplett geflutet worden waren, konnte das Wasser dadurch nicht mehr abfließen. Deshalb wurde der Seegraben auf einer Länge von mehr als einem Kilometer wiederhergestellt.